# Хамбургер, Енё
Енё Хамбургер (венг. Hamburger Jenő, рус. Гамбургер Евгений Михайлович; 31 мая 1883 года, Удварнок, Австро-Венгрия — 14 декабря 1936 года, Москва, СССР) — деятель венгерского рабочего и социалистического движения.

## Биография
Енё Хамбургер родился в Удварноке (ныне часть Заласентгрота) в венгерской половине империи Габсбургов.
Врач по образованию. Во время учёбы попал в социал-демократическое движение, примкнул к левому крылу Социал-демократической партии Венгрии. С 1910 года работал в родном городе.
Во время Первой Мировой войны 1914−1918 годов — врач военной больницы города Надьканижа, где также возглавлял организацию Социал-демократической партии Венгрии. Принадлежал к кругу антивоенно настроенных «революционных социалистов», вместе с Отто Корвином и Имре Шаллаи составлял антимилитаристские листовки, в которых они призывали солдат следовать примеру Российской революции 1917 года, прекращать воевать и создавать революционные советы. В январе 1918 года руководил антивоенными стачечными выступлениями рабочих. За эту свою деятельность Хамбургер подвергался преследованиям и в сентябре 1918 года был заключён в тюрьму.
Из тюрьмы был освобождён вскоре после Революции астр октября 1918 года. С конца 1918 года в качестве правительственного комиссара в Задунавье, в основном комитате Шомодь, занимался реализацией земельной реформы — руководил крестьянами, захватывавшими помещичьи земли, и выступил инициатором создания крестьянских кооперативов.
Во время Венгерской советской республики 1919 года — нарком земледелия, один из секретарей Социалистической партии Венгрии (образованной в результате объединения коммунистов и социал-демократов), командующий корпусом Венгерской Красной Армии. Во время переговоров в последний день перед падением Советской власти в Венгрии выступал за продолжение борьбы.
После подавления ВСР бежал из страны от белой контрреволюции сначала в Австрию, затем в Италию, где подключился к местному левому движению и занимался организацией коммунистического подполья на родине. С 1923 года перебрался в СССР, где работал в лечебных и научно-исследовательских учреждениях, в том числе в 1933-1936 гг. был директором Центрального института рентгенологии и радиологии (Всесоюзного института рентгенологии).
Умер 14 декабря 1936 года в Москве, не дожив до репрессий венгерских коммунистов в СССР. Его прах замуровали в Кремлёвской стене (ложь), откуда после 1945 года перенесли на кладбище родного ему Заласентгрота.